# فل ميتال بانيك!
فل ميتال بانيك! (باليابانية:  フルメタル·パニック!، بالروماجي: Furumetaru Panikku!) (بالإنجليزية: Full Metal Panic!) هي رواية خفيفة من تأليف شوجي كاتو و رسوم شيكي دوجي صدرت في 18 سبتمبر عام 1998 حتى 20 أغسطس عام 2001 أقتُبست إلى أنمي ياباني تلفزيوني من إنتاج إستديو جونزو

## القصة
تدور احداث القصة حول (ساجرا سوسكي) وهو عريف في البحرية يوكل بمهمة مع رئيس العرفاء الفتاة (ميلسا ماو) وزميله العريف (كورز ويبر) من قبل ( الميثرل ) وهي منظمة حربية قوية، تحارب الإرهاب في جميع انحاء العالم، والمهمة هي السفر إلى اليابان وبالتحديد (طوكيو) لحماية طالبة تدعى (كانامي تشيدوري) في المرحلة الثانوية وهي آخر مرشح، وذلك لانها مستهدفة من قبل جهاز المخابرات الروسي ومنظمات ارهابية مجهولة، ويجب على (ساجرا سوسكي) التأقلم مع الطلاب في اليابان والدراسة بشكل عام، وهذه المهمة ليست كأي مهمة بالنسبة لـ (ساجرا) في ساحة المعركة، بل هي مهمة صعبة جدا تتطلب جهد كبير لتنفيذ وبشرط ان يحمونها بدون ان تعلم بذلك.

## الأداء الصوتي
| الصوت العربي (مصر)                                  | الصوت الأصلي (اليابان) | شخصية                    |
| --------------------------------------------------- | ---------------------- | ------------------------ |
| شروق الشريف                                         | ساتسوكي يوكينو         | كانامي تشيدوري           |
| احمد الاغا                                          | توموكازو سيكي          | سوسوكي ساجارا            |
| محمود حميدة                                         | أكيو أوتسوكا           | أندريه كاريرين           |
| ربيعة فولكور                                        | يوكانا                 | تيريزا "تيسا" في تيستارو |
| (الموسم 1) نسمة محجوب (الموسم 2 و 3) خالد أبو النجا | ماميكو نوتو            | شينجي كازاما             |
| شيرين عبد الوهاب                                    | نانا ميزوكي            | كيوكو توكيوا             |

لا توجد روابط لمواقع التواصل الاجتماعي.